# Chris Harman
Chris Harman (ur. 8 listopada 1942, zm. 7 listopada 2009 w Kairze) – redaktor naczelny czasopisma Międzynarodowy Socjalizm (International Socialism), były redaktor czasopisma Socjalistyczny Robotnik (Socialist Worker) i członek Komitetu Centralnego brytyjskiej Socjalistycznej Partii Robotniczej (Socialist Workers Party).

## Życiorys
Pochodzący ze środowiska robotniczego Harman został przyjęty do prestiżowej London School of Economics, gdzie przystąpił do organizacji Międzynarodowych Socjalistów (International Socialists). Był kluczowym publicystą pisma LSE Socjalistyczne Społeczeństwo Agitator (The Agitator) i w 1968 r. stał się wiodącym członkiem Międzynarodowych Socjalistów. Uczestniczył w kampanii solidarnościowej z Wietnamem i wywołał oburzenie i niechęć do siebie wielu lewicowców, gdy podczas spotkania w Conway Hall oskarżył Hồ Chí Minha o zamordowanie w 1945 przywódcy wietnamskiego ruchu trockistowskiego, Tạ Thu Thâu, które to miało nastąpić po upadku powstania robotniczego, które wybuchło w Sajgonie.
Jego główna pozycja wpierw w Międzynarodowych Socjalistach, a od 1978 w Socjalistycznej Partii Robotniczej, zasadzała się na byciu naczelnym teoretykiem organizacji i pisaniu dużej liczby książek i artykułów na szereg tematów. Praktycznie wszystkie jego pisma ukazywały się (i dotychczas ukazują) jako oficjalne publikacje IS i SWP, lub były drukowane przez wydawnictwa związane z tymi organizacjami. Po raz pierwszy został redaktorem naczelnym Socjalistycznego Robotnika pod koniec lat 70. XX wieku, a następnie, po przerwie, pełnił tę funkcję w latach 80. aż do 2004.
Harman w drugiej połowie XX i na początku XXI wieku rozwijał teorię państwowego kapitalizmu Tony'ego Cliffa – teorię, według której ZSRR, PRL i im podobne państwa nie były państwami robotniczymi i nie miały nic wspólnego z socjalizmem. Teoria ta głosi, że kapitalistami mogą być nie tylko bogaci ludzie na czele rodzinnej firmy czy zarząd główny jakiejś korporacji, lecz także szefowie państwa.
Jak Harman podkreślił w swoim ostatnim artykule teoria ta nie dotyczy tylko krajów byłego bloku – na Zachodzie co najmniej jedna trzecia każdej gospodarki znajduje się w sektorze państwowym.
Już w połowie lat 70. wykazał on mechanizmy przyszłego kryzysu polskiej gospodarki, której recesja na koniec dekady przyczyniła się do powstania „Solidarności”. Dowodził, że polski kryzys jest kryzysem kapitalistycznym.
Harman napisał wiele artykułów i broszur, zawsze starając się przekazać swoje argumenty jak najbardziej zrozumiale.
Nie interesowało go imponowanie profesorom pretensjonalnym językiem, charakteryzującym się nadmiarem pustych frazesów i brakiem jasnych idei.
Mawiał, że trzeba tak pisać, by 18-latek zainteresowany działaniem w ruchu mógł rozumieć, o co chodzi.
Harman nie był wielkim mówcą, gdy chodzi o styl, ale jego spotkania przyciągały setki ludzi siłą argumentacji.
Wśród jego zwolenników znajdowali się członkowie zespołu rockowego Rage Against the Machine – zapiski do albumu Evil Empire polecały książkę Harmana o roku 1968.

## Prace
- The Class Struggles in Eastern Europe;
- A People's History of the World;
- The Economics Of The Madhouse;
- Explaining The Crisis;
- The Lost Revolution-Germany 1918-23;
- How Marxism Works (1979; wyd. polskie: Marksizm w działaniu, Solidarność Socjalistyczna, 1994) (dostęp elektroniczny);
- The Fire Last Time: 1968 And After;
- Marxism And History (1998; wyd. polskie: Marksizm i historia, Pracownicza Demokracja, 2005) Solidarność Socjalistyczna, 1994) (dostęp elektroniczny);
- Days Of Hope;
- The Prophet And The Proletariat;
- The Changing Working Class: Essays on Class Structure Today (napisane wespół z Alexem Callinicosem);
- Russia: How the Revolution Was Lost (1967; wyd. polskie: Rosja: w jaki sposób przegrano rewolucję, Pracownicza Demokracja, 2000) (dostęp elektroniczny);
- In The Heat of the Struggle: 25 Years of Socialist Worker (redakcja);
- Bureaucracy and Revolution in Eastern Europe;
- Class Struggles in Eastern Europe 1945-83;
- Eastern Europe: The Storm Breaks;
- Gramsci Versus Reformism;
- Days of Hope: The General Strike of 1926 (napisane wespół z Duncanem Hallasem);
- Party and Class;
- The Revolutionary Paper;
- Word is Gay: Socialists and the Fight Against Gay Oppression;
- Why Labour Fails;
- Zombie Capitalism: Global Crisis and the Relevance of Marx (2009; wyd. pol.: Kapitalizm Zombi. Globalny kryzys i aktualność myśli Marksa, tłum. H. Jankowska, Wyd. MUZA, Warszawa 2011);